# Charłupia Wielka
Charłupia Wielka – wieś w Polsce położona w województwie łódzkim, w powiecie sieradzkim, w gminie Wróblew.
Prywatna wieś szlachecka położona była w drugiej połowie XVI wieku w powiecie sieradzkim województwa sieradzkiego.
W latach 1954–1972 wieś należała i była siedzibą władz gromady Charłupia Wielka. W latach 1975–1998 miejscowość administracyjnie należała do województwa sieradzkiego.

## Części wsi
| SIMC    | Nazwa         | Rodzaj    |
| ------- | ------------- | --------- |
| 0719464 | Charłupia-Las | część wsi |
| 0990066 | Gozdeckie     | część wsi |
| 0719470 | Janków        | część wsi |
| 0719487 | Myja          | część wsi |
| 0719493 | Tatianówka    | część wsi |
| 0719501 | Wygoda        | część wsi |

## Historia
Przez Charłupię Wielką prowadziła w średniowieczu odnoga drogi z Sieradza do Krakowa. Pobierano tu cło mostowe. Po raz pierwszy wspomniana w 1364 roku w dokumencie kasztelana spicymierskiego, następnie sieradzkiego Piotra Świnki, który, posiadając Charłupię i Dzigorzew, sprzedał sołectwo tej ostatniej wsi. Potomkowie Piotra Świnki przyjęli nazwisko Charłupskich. W 1436 roku Charłupia Wielka przeszła w ręce Malskich herbu Nałęcz, następnie pod koniec XVI w. stała się własnością Zapolskich, a od 1680 roku rodziny Walewskich. Po Walewskich, którzy najprawdopodobniej wybudowali obecny dwór, posiadłość objęli Kosmanowie, następnie Kobierzyccy, Reymont, Graeve, od którego odkupili go Mieszczańscy, gospodarujący tu do dzisiaj. W dworze w Charłupi Wielkiej u Walewskich w dniu 19 I 1863 r. Józef Oxiński, dowódca powstańczy, spotkał się z przedstawicielami szlachty sieradzkiej, przedstawiając cele powstania i dyrektywy Rządu Narodowego.
Z Charłupią Wielką związany był Władysław Reymont, który był właścicielem majątku w l. 1912–1913 i przebywał tu (wraz z żoną Aurelią Szabłowską) od wiosny 1912 r. do połowy 1913 r. Podczas pobytu w Charłupi W. powstała powieść "Rok 1794". Reymont został nawet wybrany prezesem "Koła Ogrodniczego Ziemi Sieradzkiej". Uwiecznił on chłopów z Charłupi W. w zbiorze nowel "Pęknięty dzwon". Obecna na jego pogrzebie (1925 r.) delegacja mieszkańców wsi złożyła na grobie wieniec z napisem na szarfie: "Swemu przyjacielowi – chłopi z Sieradzkiego".

## Zabytki
Na wsch. krańcu dwór, w którym w latach 1912–1913 mieszkał Władysław Reymont. Jest to budowla pierwotnie z końca XVII w. przebudowana w XVIII w. i I poł. XIX w. W zachowanym salonie polichromia wykonana przez Betelmana.
W zaniedbanym parku o powierzchni 4,5 ha, urządzonym w l. 1920–1925, pomniki przyrody: jesion wyniosły, aleja kasztanowców (38 drzew), aleja jesionów, 2 egz. wierzby białej.
Na budynku nowej szkoły usytuowanej przy drodze do Sieradza wmurowana w 1967 r. tablica, wyrażająca wdzięczność mieszkańców wsi dla Władysława Reymonta za ufundowanie budynku szkoły.
W pobliżu dworu, na rzeczce Myi, zachowały się resztki wodnego młyna, zwanego "Wygodą". Jego właścicielami od końca XIX w. byli Jaraszkiewiczowie. Młyn pracował do ok. 1950 r., uruchamiał prądnicę o mocy 48 KM. Wł. St. Reymont z okazji ślubu Stefana i Marii Jaraszkiewiczów darował im stół, kredens i kanapę. Był tu też drugi młyn, który nazywano "Myja". W miejscu młyna znajduje się obecnie zbiornik retencyjny. Podczas jego budowy natrafiono na relikty średniowiecznego grodu, który był m.in. w XV w. siedzibą wojewody łęczyckiego Wojciecha Malskiego – mianowanego przez Władysława Warneńczyka wicekrólem w czasie wojny z Turkami.
Kościół pw. św. Bartłomieja Apostoła, wzniesiony w miejscu poprzedniego drewnianego w stylu baroku klasycyzującego fundowali Jan Walewski, chorąży sieradzki wraz z żoną Teresą, w r. 1797. Jest to budowla jednonawowa, z węższym i niższym prezbiterium zamkniętym półkoliście. Wewnątrz sufity z fasetą, ściany rozczłonkowane pilastrami. Okna z dekoracją stiukową. Ołtarz główny późnobarokowy, dwa ołtarze boczne barokowo-klasycystyczne. Ambona murowana klasycystyczna z 1 połowy XIX w. Plebanię wystawił ks. Marcin Rosiński w 1877 r. W kościele tym, jako jedynym w byłym powiecie sieradzkim, odprawiały się nabożeństwa dla Polaków w czasie okupacji hitlerowskiej (wszystkie inne kościoły katolickie Niemcy zamknęli). W okresie okupacji hitlerowskiej, znajdująca się obok kościoła plebania pełniła funkcję siedziby gestapo.
Według rejestru zabytków Narodowego Instytutu Dziedzictwa na listę zabytków wpisane są obiekty:
- kościół parafialny pw. Bartłomieja, 1797, nr rej.: 806 z 28.12.1967
- zespół dworski, 1 poł. XIX w.:
  - dwór, nr rej.: 807 z 28.12.1967
  - park, nr rej.: 300 z 8.02.1979

## Turystyka
Przez miejscowość przebiega turystyczny szlak im. Władysława Reymonta (zielony).

## Galeria

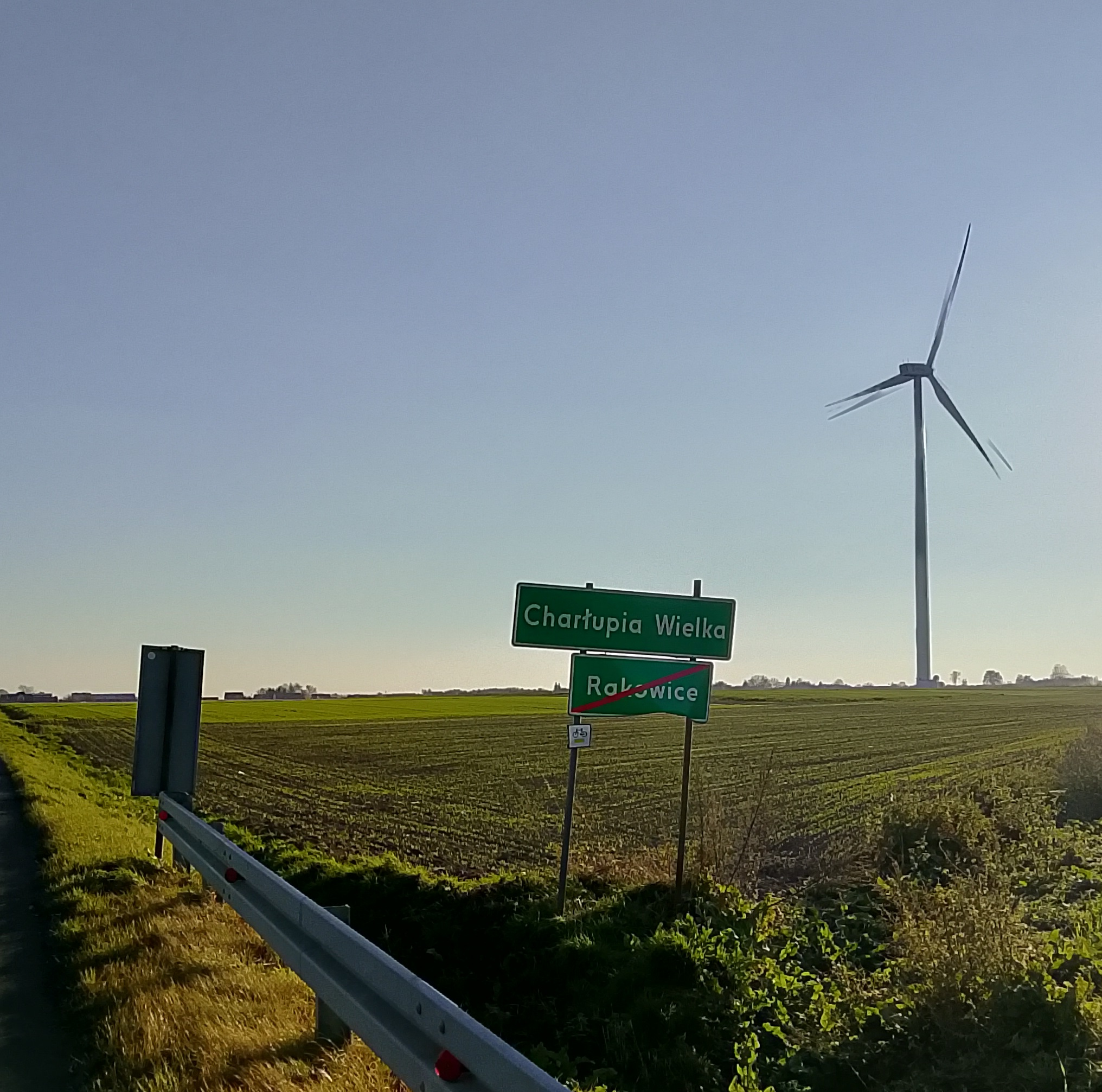
Charłupia Wielka w 2024 r.
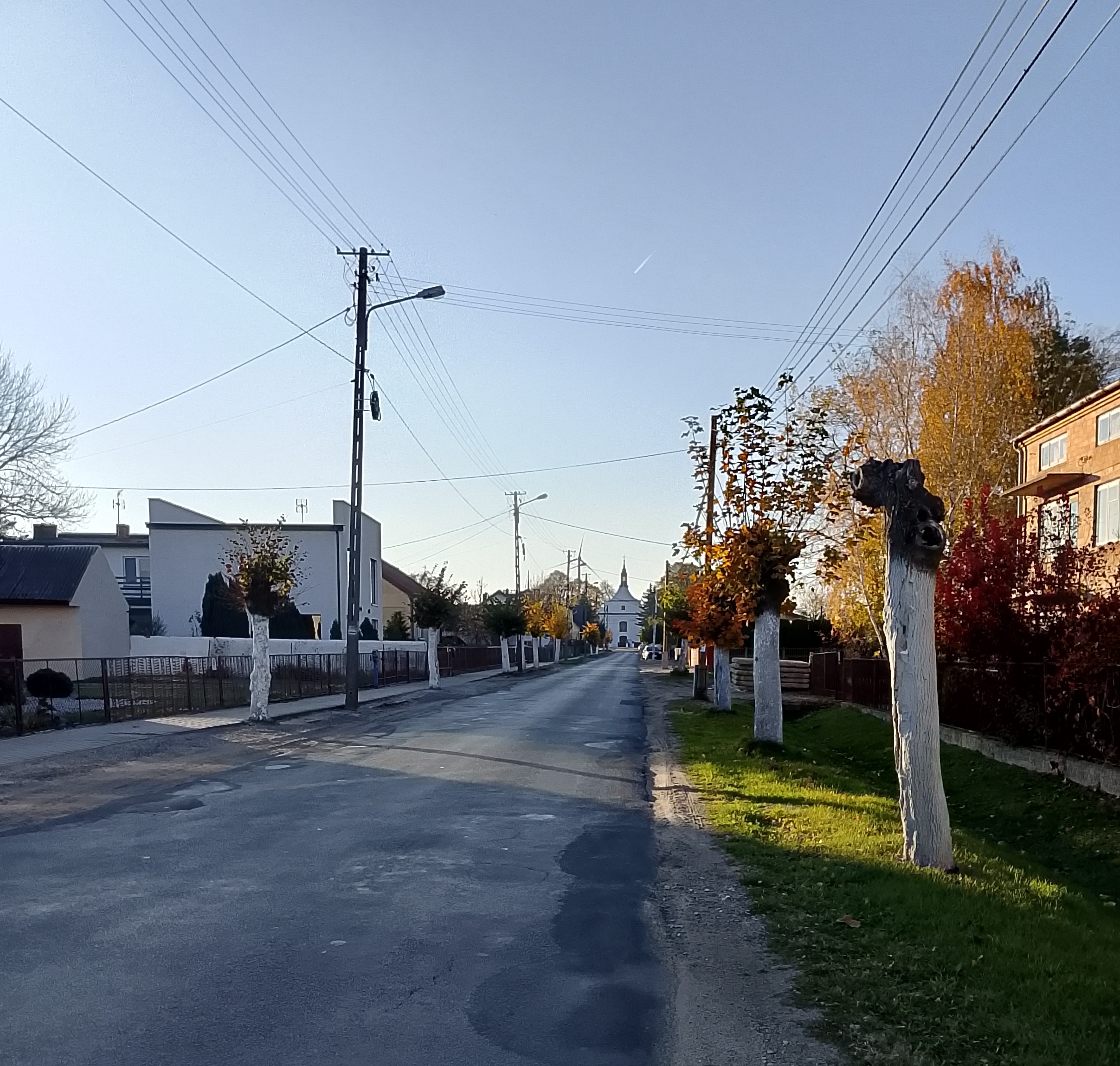
Główna ulica w Charłupi Wielkiej
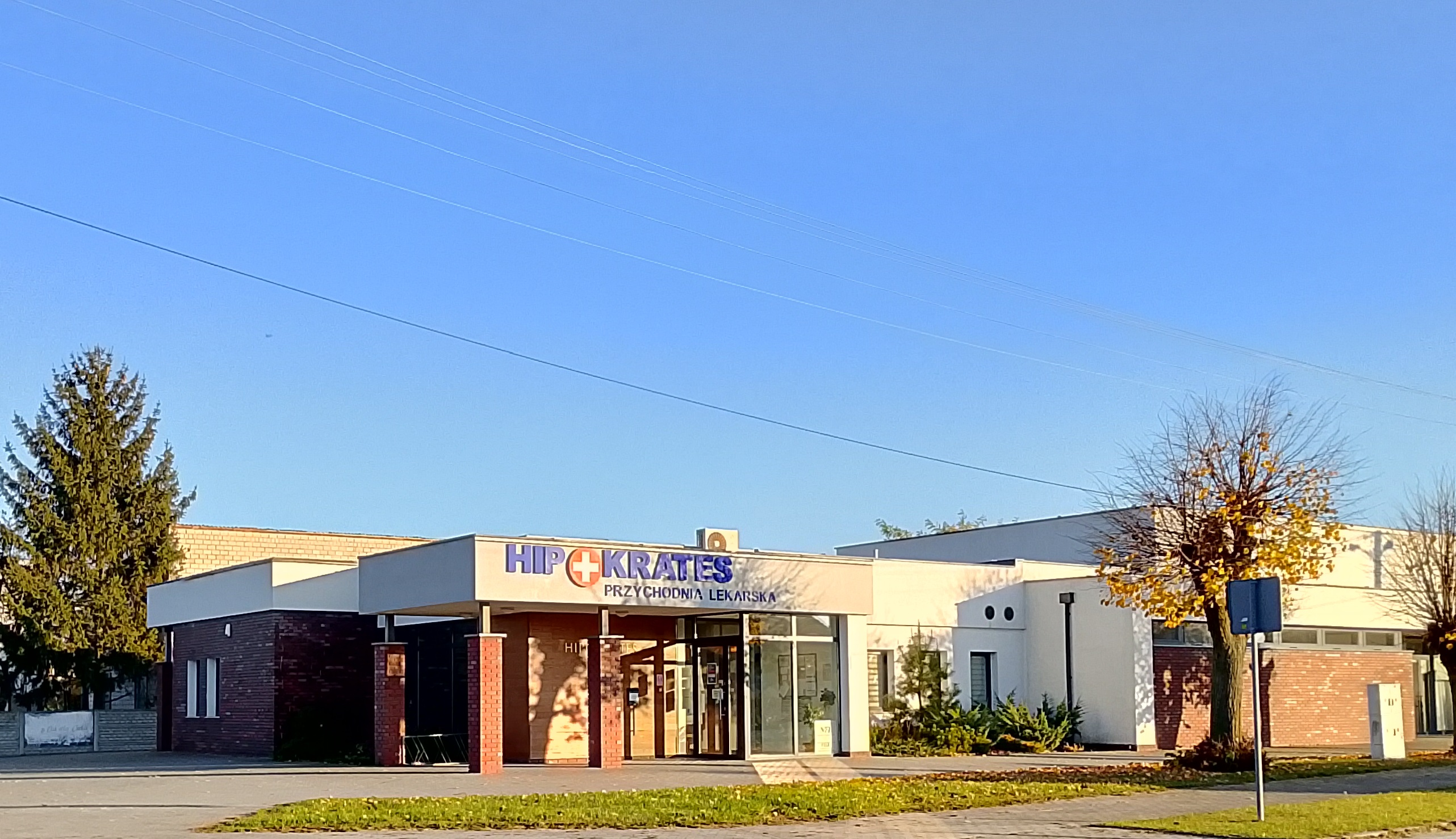
Przychodnia lekarska.
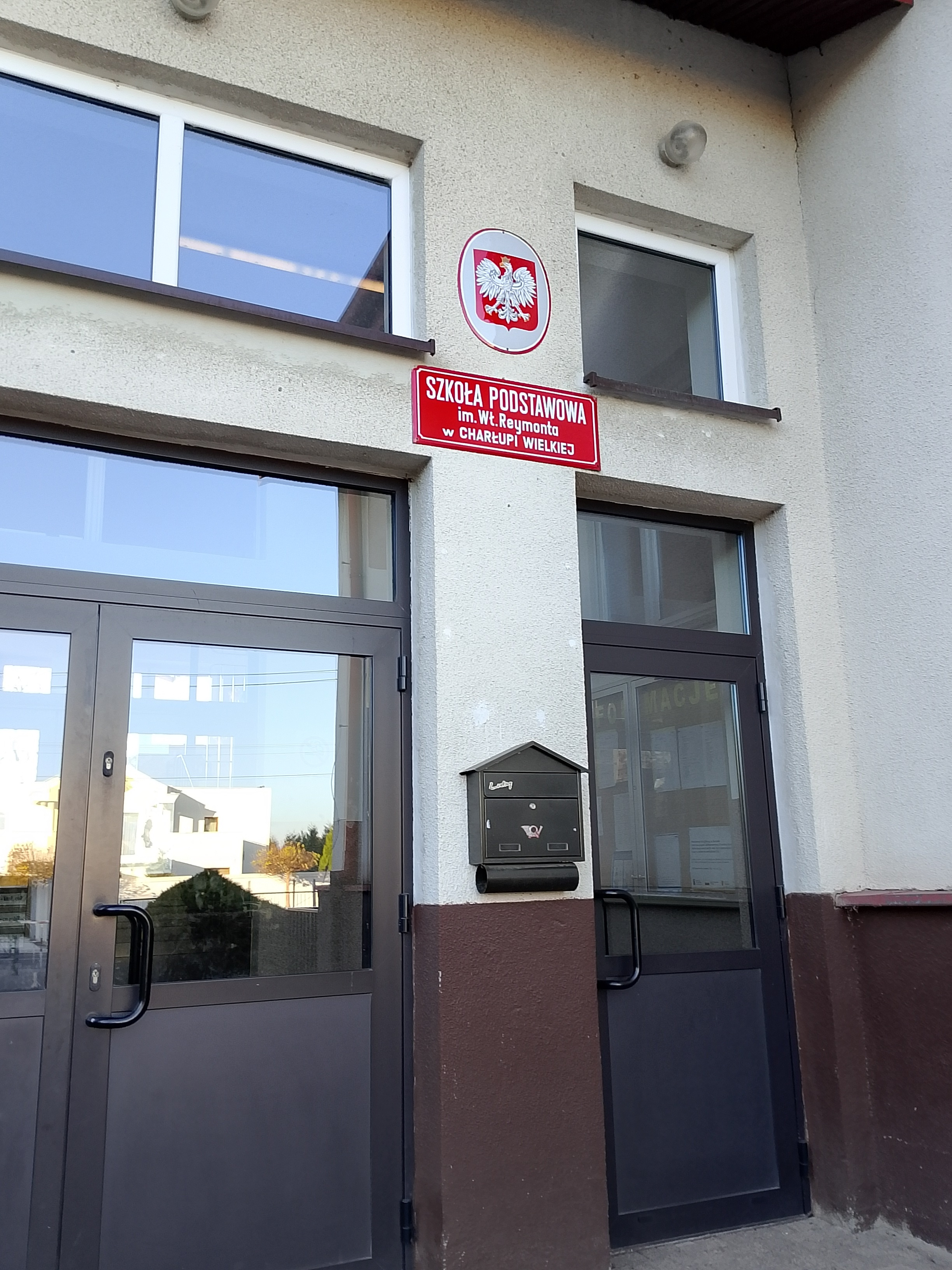
Szkoła Podstawowa im. Władysława Stanisława Reymonta w Charłupi Wielkiej
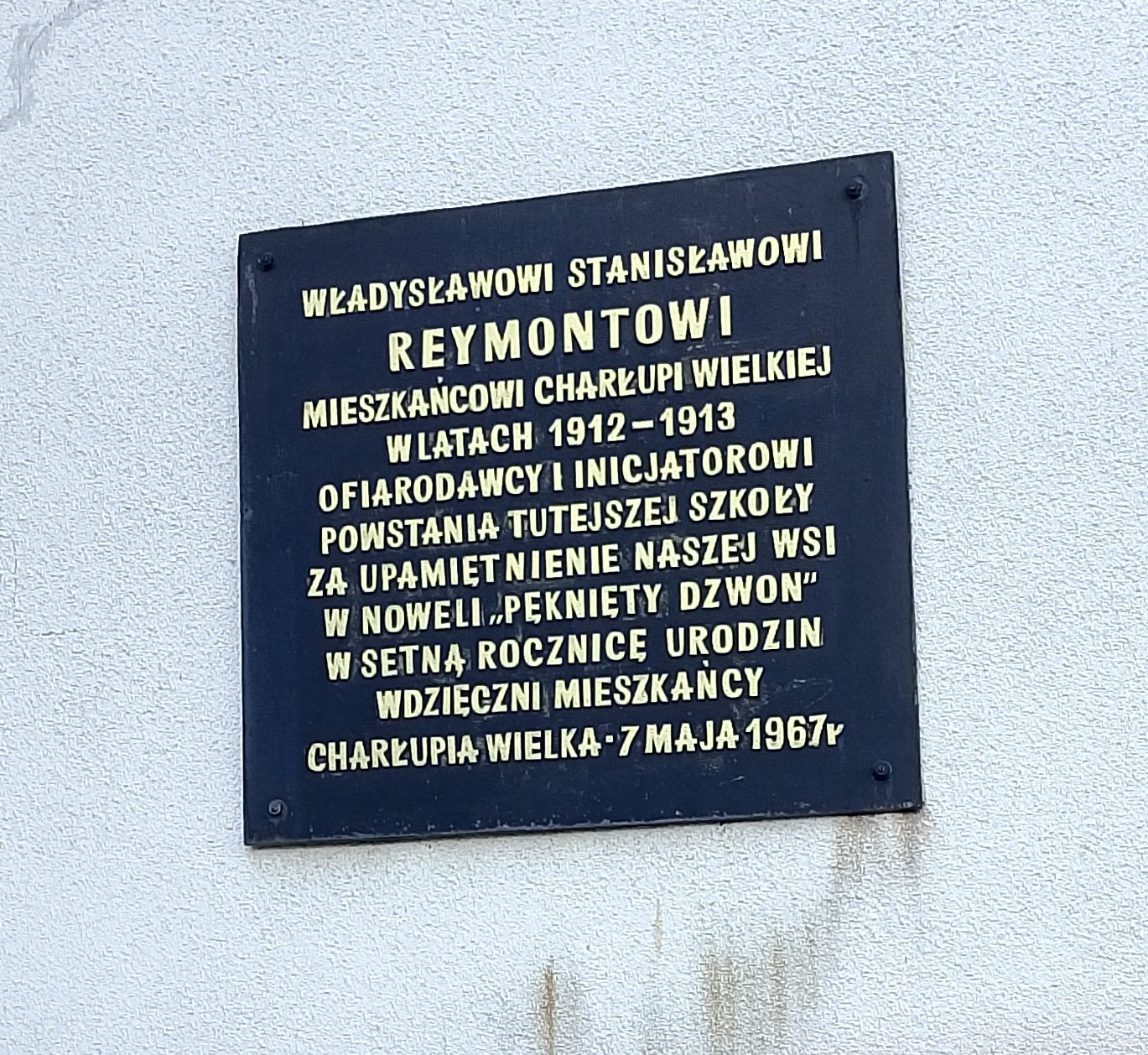
Tablica Władysława Reymonta.
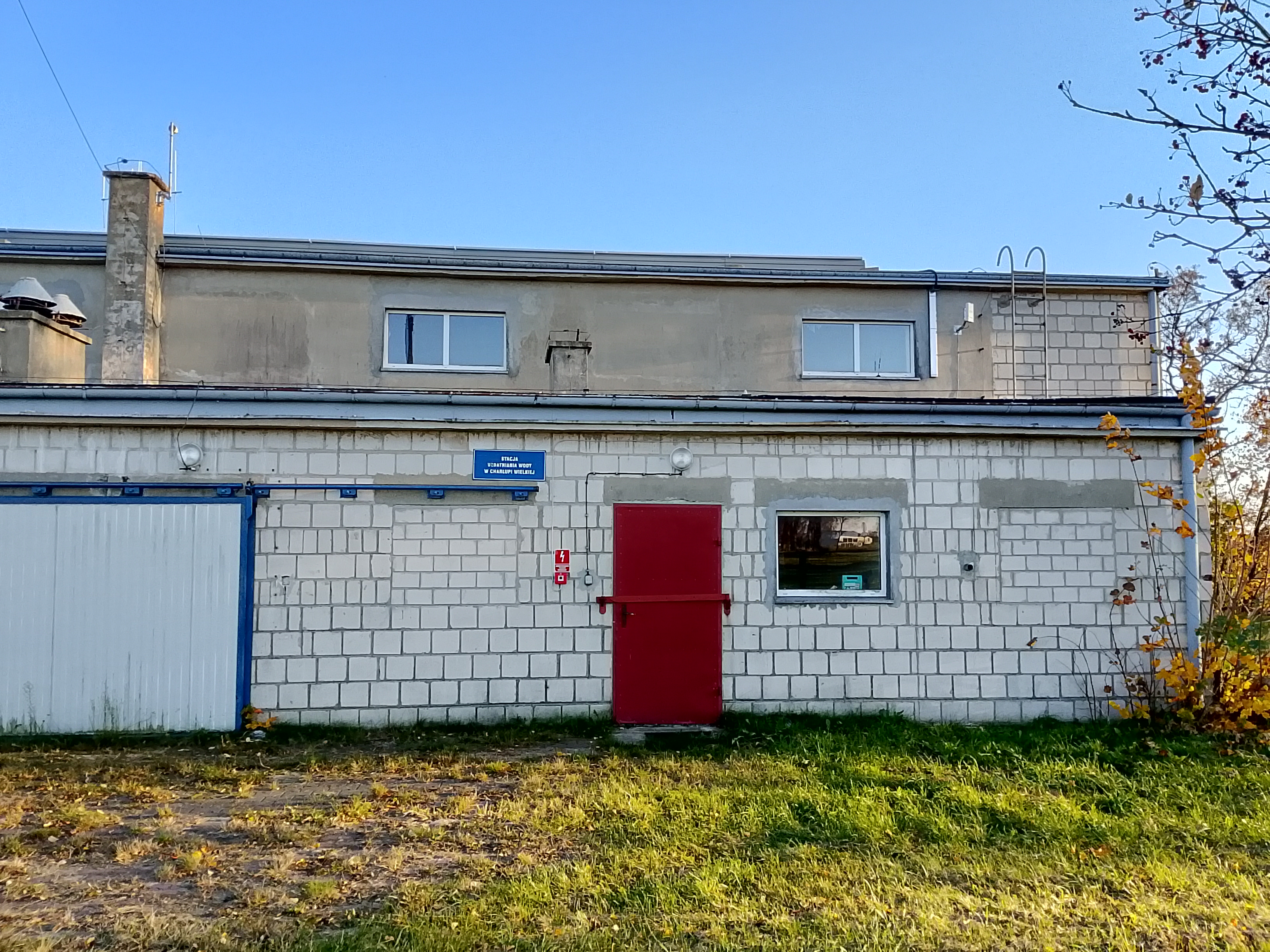
Stacja uzdatniania wody w Charłupi Wielkiej.
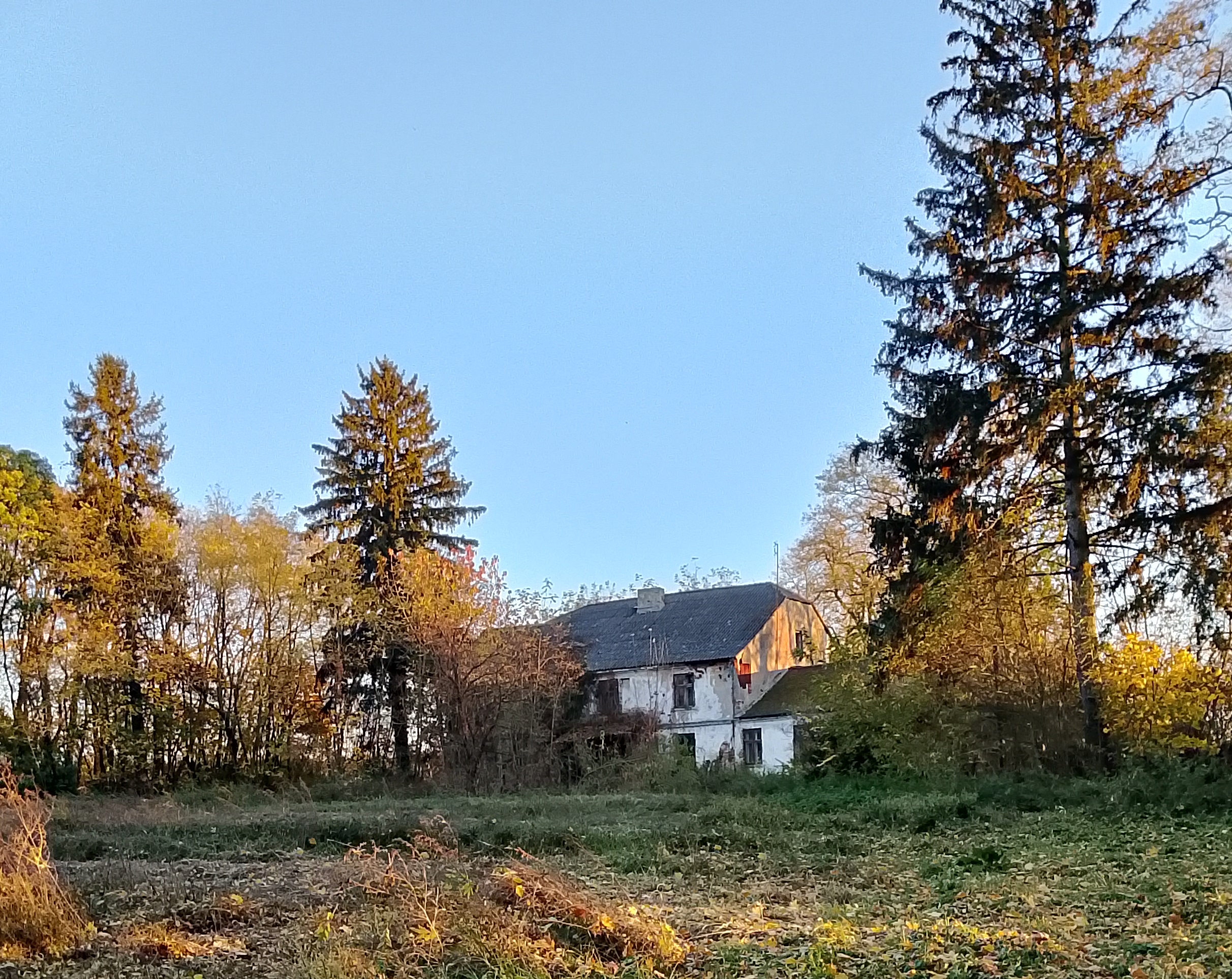
Dwór w Charłupi Wielkiej
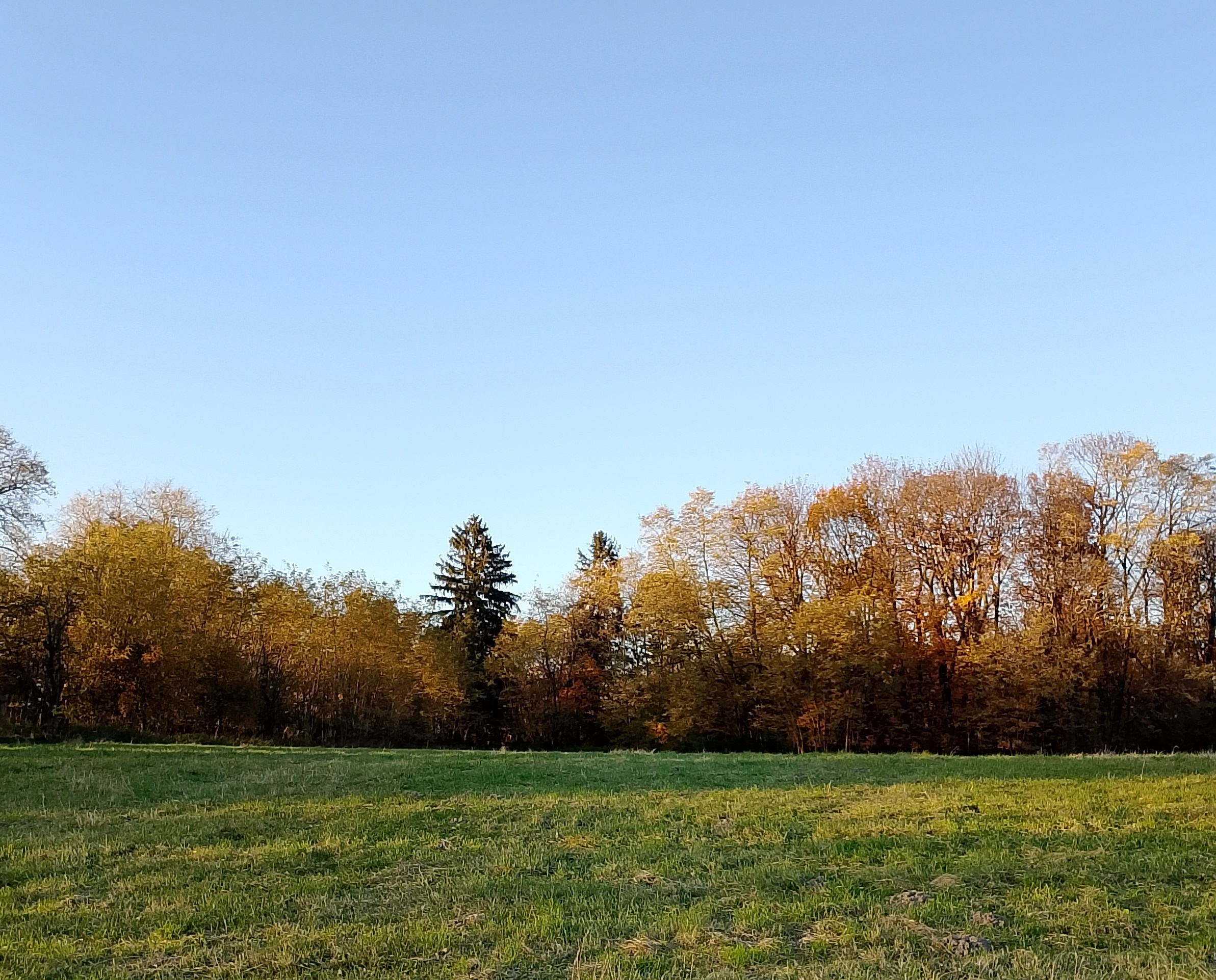
Park dworski w Charłupi Wielkiej
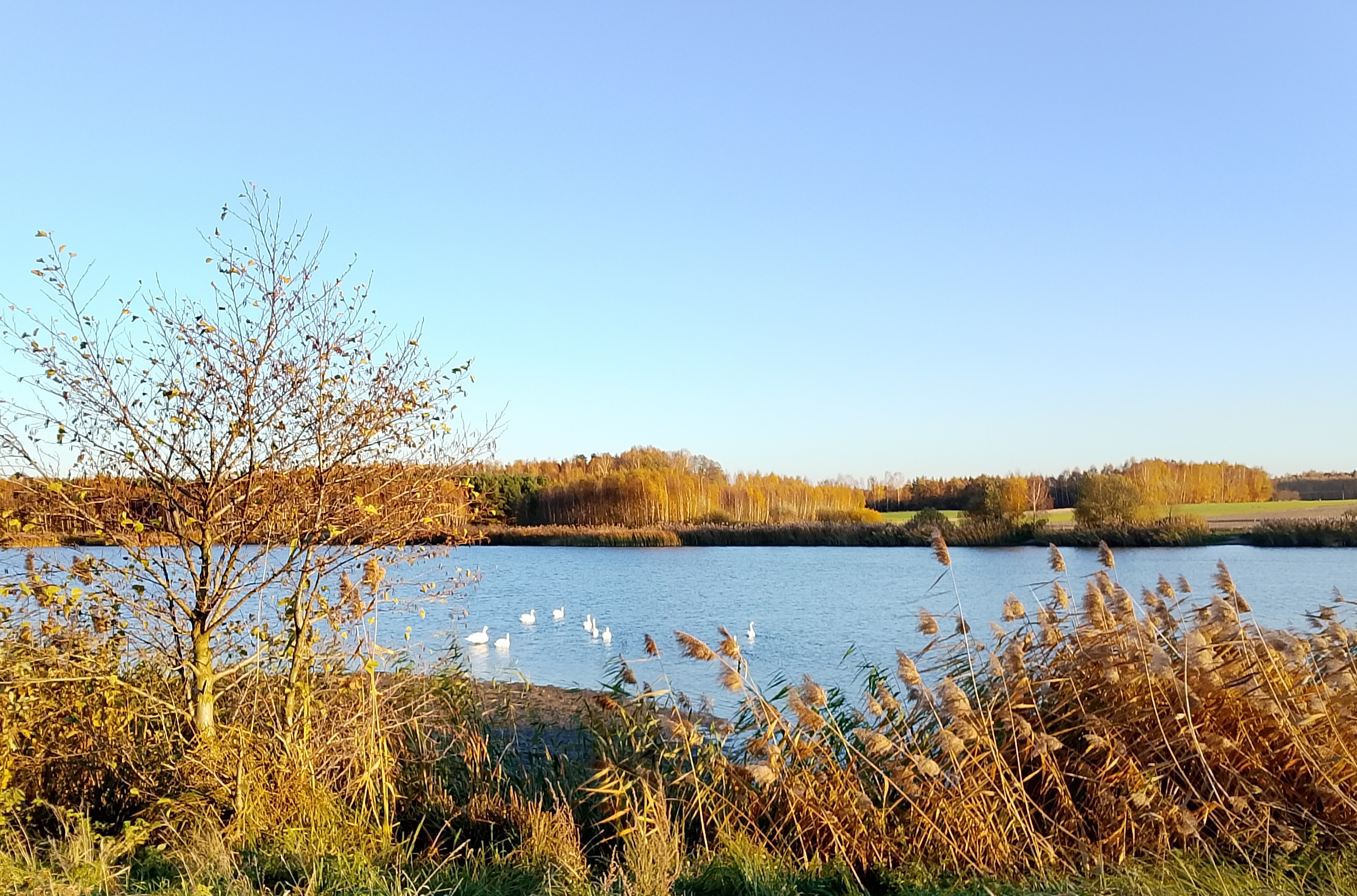
Zbiornik Smardzew